# Ману (індуїзм)
Ману — в індуїзмі перша людина і перший правитель Землі, який врятував людство від всесвітнього потопу. Він був абсолютно чесним, тому відомий також як Сатьяврата, тобто людина з обітницею говорити правду.
Ману приписується авторство Манава-ґріх'ясутри, Манава-сулбасутри та Манава-дхармашастри (Манусмріті). Манусмріті вважається кодексом законів (дхарми), викладених для індусів, хоча цей священний текст належить до смріті, тож у випадку конфлікту зі шруті (Ведами або Упанішадами), правильними вважаються останні.
Одна з легенд про Ману була перекладена Іваном Франко.